# Rötspitze
Rötspitze (wł. Pizzo Rosso) to szczyt w grupie Venedigergruppe, w Wysokich Taurach w Alpach Wschodnich. Leży na granicy między Austrią (Tyrol Wschodni), a Włochami (Tyrol Południowy). Szczyt ten góruje nad dolinami Ahrntal, Virgental i Defereggental.